# 50-я улица (Нью-Йоркское метро)
| Верхний ярус  |   |   |   |   |   |
| C · A · A · C |   |   |   |   |   |
| ·             | C | A | A | C | · |

| · | C | A | A | C | · |

| Нижний ярус |   |   |   |
| E · E       |   |   |   |
| ·           | E | E | · |

| · | E | E | · |

| Верхний ярус  |   |   |   |   |   |
| C · A · A · C |   |   |   |   |   |
| ·             | C | A | A | C | · |

| · | C | A | A | C | · |

| Нижний ярус |   |   |   |
| E · E       |   |   |   |
| ·           | E | E | · |

| · | E | E | · |

«50-я улица» (англ. 50th Street) — станция Нью-Йоркского метрополитена, расположенная на линиях Куинс-бульвара, Ай-эн-ди, и Восьмой авеню, Ай-эн-ди. Находится в Мидтауне, Манхэттен, на пересечении 8-й авеню с 50-й улицей. На станции останавливаются маршруты: A (ночью), C (круглосуточно, кроме ночи) и E (круглосуточно). Через верхний уровень станции проходят поезда маршрутов A и C, а через нижний — маршрута E. Станцию проходит без остановки маршрут A (круглосуточно, кроме ночи).
Станция двухуровневая. Верхний уровень находится на линии Восьмой авеню (маршруты A и C) и представляет собой стандартную локальную станцию — четыре пути и две боковых платформы, обслуживающие только внешние пути. Нижний уровень, расположенный на линии Куинс-бульвара (маршрут E), состоит из двух путей и двух боковых платформ. Между платформами разных направлений нет перехода, переход есть только между платформами одного направления разных уровней.
Южнее станции пути обеих линий (и, соответственно, уровней) объединяются. Пути нижнего уровня здесь подключаются как к локальным, так и к экспресс-путям верхнего уровня. Западный путь нижнего уровня здесь не заканчивается и следует на юг, образуя тупик. Раньше путь не заканчивался тупиком, а продолжался дальше — на нижний уровень станции 42-я улица — Автовокзал Портового управления. Сейчас путь, как и платформа, снесён в рамках продления линии Флашинг.
Станция отделана в синих тонах, название станции представлено как в мозаичном виде на стенах, так и в виде белой надписи на чёрных табличках на колоннах. Платформы нижнего и верхнего уровня соединены многочисленными лестницами. В ходе реконструкции 2005—2009 годов были добавлены лифты, что позволяет воспользоваться станцией пассажирам-инвалидам. Имеется мезонин и несколько выходов в город. Они ведут к 49-й и 50-й улицам, расположены с южного конца и по центру платформ соответственно. Раньше были выходы на 51-ю и 52-ю улицы, но в ходе этой же реконструкции они были закрыты.

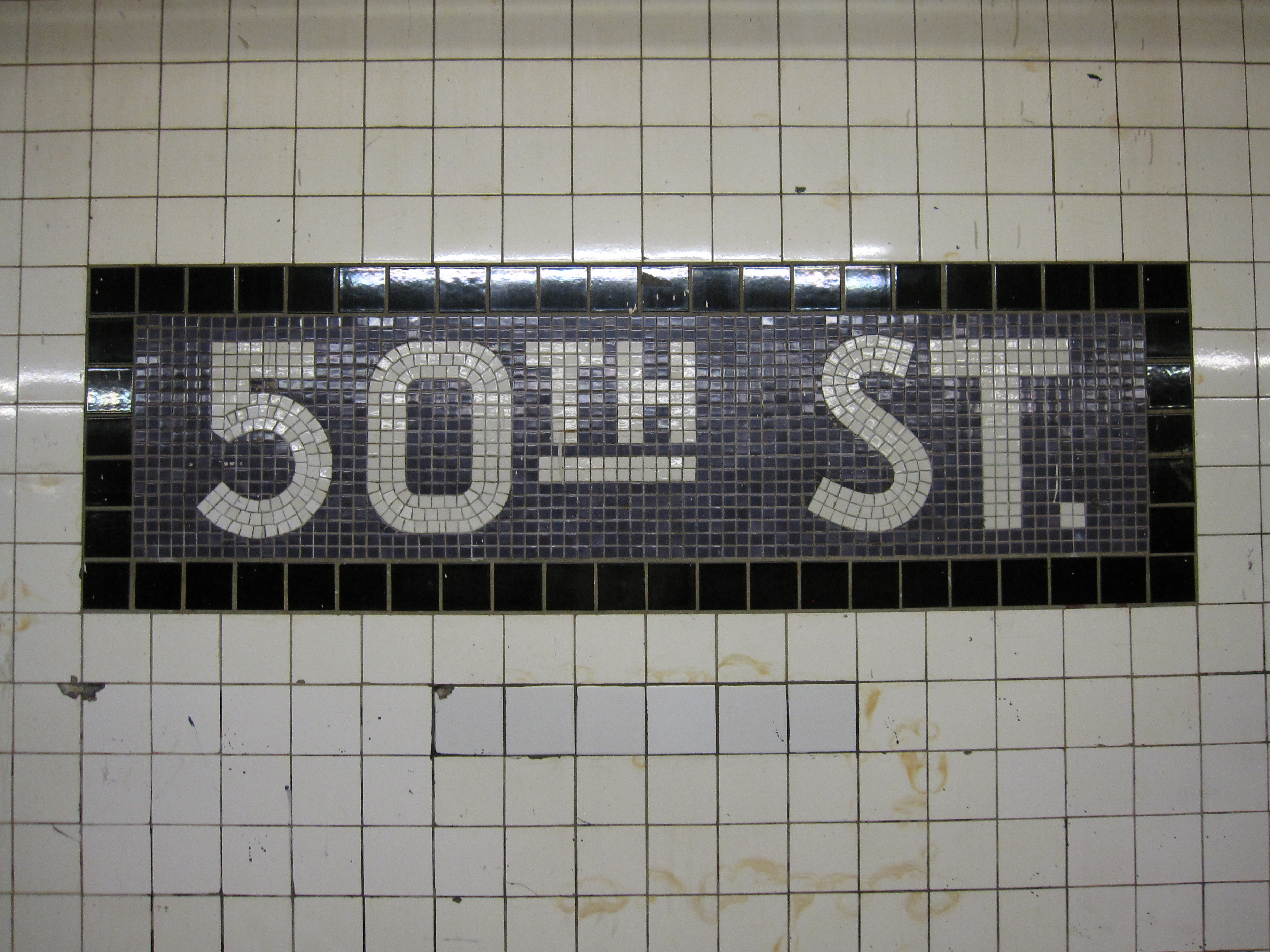
Мозаика
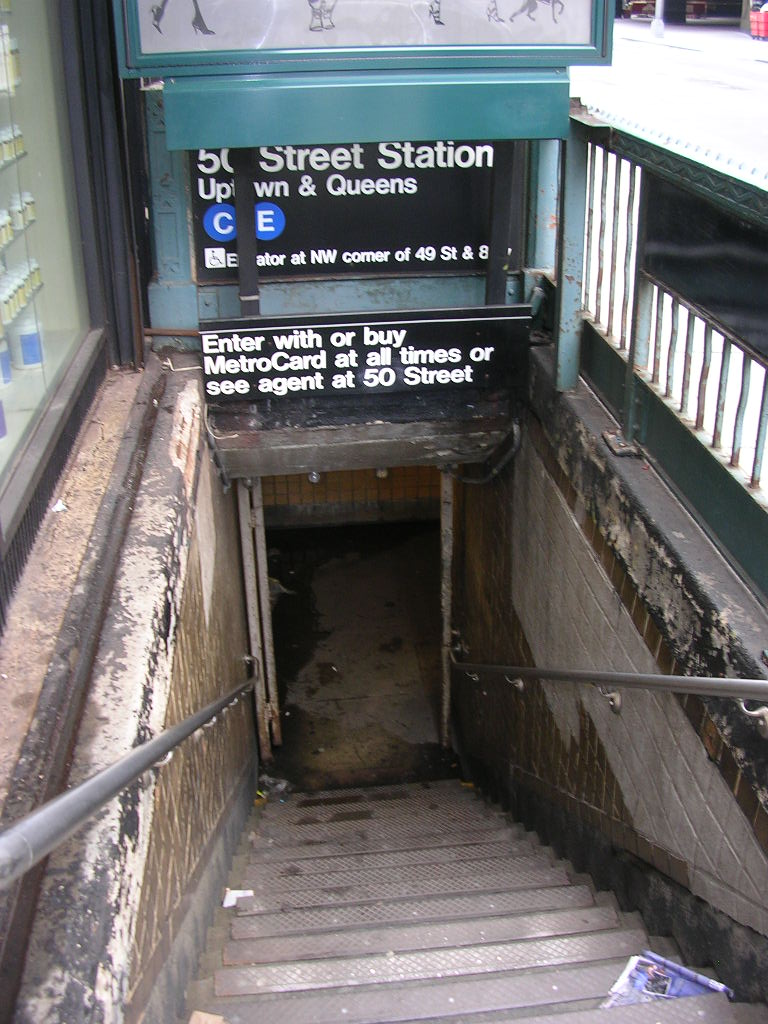
Выход в город